# Куманово
 Тази статия е за града в Северна Македония.  За селото в България вижте Куманово (село).  
Кума̀ново (на македонска литературна норма: Куманово; на албански: Kumanova, Куманова) е град в Северна Македония, център на община Куманово и втори по големина в страната след столицата Скопие.

## География
Градът е разположен в северната част на Северна Македония на реките Кумановска (Койнарка) и Липковска, на 330 m надморска височина в котловината Жеглигово, на източните склонове на Скопска Църна гора. Разстоянието до столицата Скопие е 25 km, а до границата със Сърбия – 10 km.

## История

### В Османската империя
Първите сведения за града са в османски документи от 1519 година, в които Куманово е споменато като селище с 52 семейства и 300 жители. То вероятно получава името си от етнонима на куманите, които се установяват в областта през Средновековието.
В 1660 година османският пътешественик Евлия Челеби пише:
| „ | Селището Куманово се намира на територията на Скопския санджак и е едно войводство. Градът е украсен с много реки, с 600 къщи, покрити с керемиди. Джамията, която се намира на чаршията, е хубава, има теке, медресе, хамам, достатъчен брой дукяни и воденици, а климатът е добър и приятен. Лозя и градини има много. | “ |

В XIX век Куманово е смесен българо-турски град в Османската империя. В града още преди Руско-турската война функционира българска община. Според свидетелства на посетили града през 1859 година американски мисионери, той има 4 хиляди жители, като мнозинството са българи.
Австрийският дипломат и лингвист Йохан Георг фон Хан описва Куманово в книгата си Reise von Belgrad nach Salonik (1861) като град с 650 къщи, от които 300 мохамедански и 350 християнско-български, разрастнал се бързо през предходните 30 години. Областта наброява 134 села, от които 90 са християнско-български, а от мохаданските къщи, около 1000 на брой, едва 100 се обитават от турско говорещи османци, другите са мохамедани от български произход.
През март 1868 Куманово се отделя от гръцката патриаршия.
През май 1878 година иконом поп Божин и Димо Иванов от името на общината подписват Мемоара на българските църковно-училищни общини в Македония, с който се иска присъединяване на Македония към новообразуващата се българска държава. След войната в 1880 година общината иска от Екзархията да направи постъпки пред Портата да им се назначи архиерейски наместник. В 1880 година по молба на общината Екзархията изпраща в Куманово като учител Михаил Попов.
Според статистиката на Васил Кънчов („Македония. Етнография и статистика“) от 1900 г. градът е населявана от 7700 жители българи християни, 5800 турци, 600 арнаути мохамедани, 50 власи, 30 евреи и 350 цигани.
В началото на XX век в града има комитет на ВМОРО, в който влизат главният български учител в града Илия Левков, секретарят на митрополитският наместник Трайче Митев, поп Андон, синът му Псалтир Попандонов, търговецът Зафир Тасев, учителят Зафир Тасев и Ангел Прекoдoлка. Всички те са и дейци на ВМОРО. Те организират убийството на сръбския свещеник Атанас Петров.
В началото на XX век християнското население на Куманово е преобладаващо под върховенството на Българската екзархия. Според патриаршеския митрополит Фирмилиан в 1902 година в града има 310 сръбски патриаршистки и 28 влашки гъркомански къщи. По данни на секретаря на екзархията Димитър Мишев („La Macédoine et sa Population Chrétienne“) през 1905 година в Куманово има 7032 българи екзархисти, 1569 българи патриаршисти сърбомани, 5 гърци, 150 власи и 180 цигани. В града функционират българско основно и прогимназиално, сръбско основно и прогимназиално и влашко основно училище.
При избухването на Балканската война в 1912 година 90 души от Kуманово се записват доброволци в Македоно-одринското опълчение.

### В Сърбия
През октомври 1912 година, в началото на Балканската война, край града се провежда Кумановската битка, в която сръбските войски нанасят поражение на османските и откриват пътя си за настъпление във Вардарска Македония. Сръбските власти подлагат на масов терор всички по-видни българи. На 27 март 1913 година сръбският секретар на общината в Малино Данило Цекич изпраща писмо до българския свещеник Никола Иванов в Куманово с образец на молба до сръбския митрополит Викентий Скопски, в която селяните се обявяват за сърби:
| „ | Отче Никола, ти ще подпишеш това писмо, което ти изпращам, и след тебе ще трябва да го подпишат сопотските селяни, както и твоите енориаши: тръстеничани, пиесчани, станевчани, алканичени... За всяко село трябват двадесет подписа... Внимавай, кото тия, които ще подпишат да не избягат. | “ |

Поп Никола забягва в Щип при българските войски.
След Междусъюзническата война в 1913 година градът остава в Сърбия.
По време на българското управление във Вардарска Македония в годините на Втората световна война, Теодосий Джартов (април – 8 август 1941), Милан А. Гоцев от Кукуш (от 8 август 1941 година до 21 юни 1944 година) и Йосиф Андонов (юли – октомври 1944) са български кметове на Куманово. На 19 юли 1941 година в Куманово е основано читалище „Екатерина Симитчиева“ с 26 члена-основатели, председател Лазар Соколов и секретар - Страхил Тодоров.
Според преброяването от 2002 година градът има 76 272 жители.
| Националност     | Всичко |
| северномакедонци | 47 743 |
| албанци          | 18 278 |
| турци            | 256    |
| роми             | 4056   |
| власи            | 108    |
| сърби            | 5230   |
| бошняци          | 15     |
| други            | 586    |

Кмет на града е Зоран Дамяновски.

## Личности
Куманово традиционно в XIX век е голям българо-турски град в Северна Македония, конкуриращ вилаетската столица Скопие. Един от водещите български възрожденци в града е Гьоро Борозан. Изтъкнати дейци на черковното дело в Куманово са Зафир Тасев и Михаил Байловски. От Куманово са и дейците на ВМОРО Йордан Иванов – един от водачите на Скопския революционен окръг, Йордан Йовчев – дълги години ръководител на околийския комитет на ВМОРО в Куманово и градски войвода, Методия Стоянов – градски войвода, Захарий Гьорев – български учител и революционер в Ениджевардарско и Михаил Шуманов – кумановски войвода на организацията. В Куманово в края на XIX и началото на XX век пуска корени сръбската пропаганда и градът дава някои видни дейци на комунистическата съпротива през годините на българското управление през Втората световна война – Християн Тодоровски и Перо Георгиев – народни герои на Югославия. От Куманово е Трайко Прокопиев – виден композитор от СР Македония. В Куманово в 1930 година е роден и турският поет и писател Фахри Кая.

## Побратимени градове
- Габрово, България
- Пловдив, България
- Косовска Митровица, Косово

## Други
На Куманово е наречена улица в квартал „Фондови жилища“ в София (Карта).